# 县委权力公开透明运行试点工作
县委权力公开透明运行试点工作是中国共产党中央纪律检查委员会、中共中央组织部推行的规范县委书记权力的试点工作。
2008年，中国共产党中央层面形成了一个推动该试点工作的指导大纲。中纪委、中组部于2009年3月启动了县委权力公开透明试点工作，在中国东部、中部、西部各选择了一个改革试点区县，即东部的江苏省睢宁县、西部的四川省成都市武侯区、中部的河北省成安县。
据新华网2010年11月18日报道，中纪委、中组部日前印发了《关于开展县委权力公开透明运行试点工作的意见》。该《意见》标志着县委权力公开透明运行试点工作在中国全国开展。